# Wiszniów (obwód iwanofrankiwski)
Wiszniów (ukr. Вишнів) – wieś na Ukrainie w rejonie rohatyńskim obwodu iwanofrankiwskiego. 
W II Rzeczypospolitej wieś w powiecie rohatyńskim województwa stanisławowskiego. W latach 1943–1944 nacjonaliści ukraińscy z OUN-UPA zamordowali tutaj 31 Polaków.

## Urodzeni w Wiszniowie
- Ludwik Czyżewski – polski wojskowy, pułkownik piechoty Wojska Polskiego, Korpusu Ochrony Pogranicza i Armii Krajowej, 3 maja 1972 roku mianowany przez Prezydenta RP na uchodźstwie generałem brygady[3].